# Gadsden-Kauf

Gebietsabtretungen Mexikos an die USA: Mexikanisch-Amerikanischer Krieg (rot), Gadsden-Kauf (gelb)

Mit dem Gadsden-Kauf (englisch Gadsden Purchase, spanisch Venta de La Mesilla) erwarben die Vereinigten Staaten 1853 von Mexiko ein Gebiet von 77.700 km² südlich des Gila River, das heute im Süden von Arizona und New Mexico liegt. Dort war eine bessere Route für eine Eisenbahnlinie nach Kalifornien geplant, die in dieser Form allerdings nicht gebaut wurde. Erst 1881–1883 baute die Southern Pacific Railroad eine Bahnlinie durch das Gebiet. Auch für die Errichtung eines Kanals am Isthmus von Tehuantepec diente den US-Amerikanern der Vertrag als Grundlage.
Nachdem die Vereinigten Staaten schon 1848 im Vertrag von Guadalupe Hidalgo für 15 Millionen US-Dollar ein Gebiet von ca. 1,36 Millionen km² von Mexiko kauften, das vorher im Mexikanisch-Amerikanischen Krieg bereits erobert worden war, wurde am 30. Dezember 1853 zwischen James Gadsden, dem Namensgeber des Vertrags, und dem mexikanischen Präsidenten Antonio López de Santa Anna ein weiterer Kaufvertrag beschlossen. Gadsden war Präsident einer Eisenbahngesellschaft und vom amerikanischen Präsidenten Franklin Pierce mit der Aushandlung eines Kaufvertrags mit Santa Anna beauftragt worden. Santa Anna lehnte es zunächst jedoch ab, erneut eine derart große Landfläche Mexikos zu verkaufen. Allerdings benötigte Mexiko dringend Geld, um sein marodes Militärwesen wieder aufzubauen und den Einsatz der Armee gegen die Rebellen zu finanzieren. Der Vertrag wurde jedoch nicht nur vonseiten Mexikos, sondern auch von jenen US-Senatoren abgelehnt, die für die Abschaffung der Sklaverei eintraten und einen Machtgewinn für die sklavenhaltenden Südstaaten befürchteten. Um einen zunehmenden Streit zwischen den nördlichen und südlichen Staaten zu vermeiden, wurde am 25. April 1854 ein neuer Vertrag ratifiziert. Dieser reduzierte den Kaufpreis auf 10 Millionen Dollar und das Gebiet auf 77.700 km². So wurden unter anderem Niederkalifornien und Teile Sonoras vom Kauf ausgeschlossen. Gadsden legte den von Pierce unterzeichneten Vertrag Santa Anna vor, und dieser unterzeichnete ihn am 8. Juni 1854 ebenfalls.
Am Sonoita River errichtete die United States Army am 17. November 1856 Fort Buchanan, um das neu erworbene Gebiet zu sichern.
Die erste Landkarte des Territoriums des Gadsden-Kaufs fertigte der deutsche Einwanderer Hermann Ehrenberg, nach dem in den USA ein Ort und ein Berggipfel benannt sind.